# Episodi di Topolino - La casa del divertimento (terza stagione)
La seconda stagione della serie televisiva Topolino - La casa del divertimento, composta da 29 episodi, è stata trasmessa negli USA dal 4 novembre 2022 su Disney Junior e Disney Channel. In Italia, la serie è trasmessa dal 28 agosto 2024 su Disney+.
| nº | Titolo inglese                      | Titolo italiano                         | Prima TV USA     | Prima TV Italia |
| -- | ----------------------------------- | --------------------------------------- | ---------------- | --------------- |
| 1  | Chickie Boo-Boo, Where Are You?     | Chicca Bu-Bu, Dove Sei?                 | 23 febbraio 2024 | 28 agosto 2024  |
| 1  | Playground Heroes!                  | Gli Eroi del Parco Giochi               | 23 febbraio 2024 | 28 agosto 2024  |
| 2  | The Trail Less Traveled             | Un'escursione avventurosa               | 1º marzo 2024    | 28 agosto 2024  |
| 2  | Vardavar!                           |                                         | 1º marzo 2024    | 28 agosto 2024  |
| 3  | Daisy and the Missing Dream         | L'albero delle torte perfette           | 8 marzo 2024     | 28 agosto 2024  |
| 3  | Daisy's Big Picture                 | Paperina e la foto perfetta             | 8 marzo 2024     | 28 agosto 2024  |
| 4  | Goofy Foot Grommet                  | Pippo surfista provetto                 | 29 marzo 2024    | 28 agosto 2024  |
| 4  | The Enchanted Rescue                | Un salvataggio incantato                | 29 marzo 2024    | 28 agosto 2024  |
| 5  | Saving Major Green!                 | Salvate il maggiore verde               | 12 aprile 2024   | 28 agosto 2024  |
| 5  | Minnie Safari                       | Il gatto a pois                         | 12 aprile 2024   | 28 agosto 2024  |
| 6  | Fun-A-Palooza!                      | Spasso-In-Musica!                       | 26 aprile 2024   | 28 agosto 2024  |
| 6  | Missing Buttons and Bows!           | Fiocchi e bottoni mancanti!             | 26 aprile 2024   | 28 agosto 2024  |
| 7  | Goofy's Birthday... in Space!       | Il compleanno di Pippo... nello spazio! | 3 maggio 2024    | 28 agosto 2024  |
| 8  | Windy's Good Deed Days              | Il giorno delle buone azioni di Bundy   | 7 giugno 2024    | 6 novembre 2024 |
| 8  | Can I Borrow Ducky-Doo?             | Il giocattolo in prestito               | 7 giugno 2024    | 6 novembre 2024 |
| 9  | The Dino-Opolis 500                 | La 500 di Dinosauropolis                | 21 giugno 2024   | 6 novembre 2024 |
| 9  | Dino Disco!                         | Balliamo con i dinosauri                | 21 giugno 2024   | 6 novembre 2024 |
| 10 | Happy Campers                       | Campeggiatori felici                    | 29 luglio 2024   | 6 novembre 2024 |
| 11 | The Giant and the Goof              | Pippo e il gigante                      | 9 agosto 2024    | 6 novembre 2024 |
| 11 | Call Me Cora!                       | Io mi chiamo Cora!                      | 9 agosto 2024    | 6 novembre 2024 |
| 12 | Donald vs. the Starcade             | Paperino e la sala giochi spaziale      | 16 agosto 2024   | 6 novembre 2024 |
| 12 | Whose Treasure Is It?               | Di chi è il tesoro?                     | 16 agosto 2024   | 6 novembre 2024 |
| 13 | Daisy Overdoes It                   | Paperina esagera un po'                 | 6 settembre 2024 | 22 gennaio 2025 |
| 13 | The Good, the Glad and the Goofy    | Per un pugno di popcorn                 | 6 settembre 2024 | 22 gennaio 2025 |
| 14 | This Cat Doesn't Swim!              | Questo gatto non nuota                  | 2 ottobre 2024   | 22 gennaio 2025 |
| 14 | Funhouse-Made Costumes              | I magicostumi della magicasa            | 2 ottobre 2024   | 22 gennaio 2025 |
| 15 | Daisy's Dilemma                     | Il dilemma di Paperina                  | 11 ottobre 2024  | 22 gennaio 2025 |
| 15 | The Good Luck Moon                  | La luna della buona sorte               | 11 ottobre 2024  | 22 gennaio 2025 |
| 16 | One More Thing?                     | il ricordino                            | 18 ottobre 2024  | 22 gennaio 2025 |
| 16 | On a Dark and Stormy Night          | In una notte buia e tempestosa          | 18 ottobre 2024  | 22 gennaio 2025 |
| 17 | Warbler Get Your Geetar!            | Wanda, prendi la chitarra               | 1º novembre 2024 | 26 marzo 2025   |
| 17 | The Littlest Striker                | Il piccolissimo aiutante                | 1º novembre 2024 | 26 marzo 2025   |
| 18 | Let's Have Fun, Fun, Fun            | Divertiamoci tutti insieme!             | 22 novembre 2024 | 26 marzo 2025   |
| 18 | Copycat Pete!                       | Pietro il copione                       | 22 novembre 2024 | 26 marzo 2025   |
| 19 | Nochebuena at the Funhouse          | Nochebuena alla magicasa                | 6 dicembre 2024  | 26 marzo 2025   |
| 19 | Hanukkah at Hilda's                 | Hanukkah a casa di Hilda                | 6 dicembre 2024  | 26 marzo 2025   |
| 20 | The Winter Mountain Art Show        | L'Esposizione di Monte Inverno          | 13 dicembre 2024 | 26 marzo 2025   |
| 20 | Hear Ye! Hear Ye!                   | Udite! Udite!                           | 13 dicembre 2024 | 26 marzo 2025   |
| 21 | Clarabelle's Pie Dilemma            | Il dilemma della torta di Clarabella    | 17 gennaio 2025  | 26 marzo 2025   |
| 21 | Daisy in Movie Magic                | Paperina a Cinemagic Land               | 17 gennaio 2025  | 26 marzo 2025   |
| 22 | Goofy and Pluto Meet Teddy-stein    | Pippo e Pluto incontrano Teddy-Stein    | 24 gennaio 2025  | 21 maggio 2025  |
| 22 | Stick to the Plan!                  | Attenersi al piano                      | 24 gennaio 2025  | 21 maggio 2025  |
| 23 | Quiet Ness                          | La silenziosa Ness                      | 31 gennaio 2025  | 21 maggio 2025  |
| 23 | Happy Pal-Entine's Day!             | L'importanza dell'amicizia              | 31 gennaio 2025  | 21 maggio 2025  |
| 24 | A Fish Called Wanda Warbler         | Un pesce di nome Wanda Fringuello       | 7 febbraio 2025  | 21 maggio 2025  |
| 24 | It's a Small World!                 | Il piccolo mondo delle formiche         | 7 febbraio 2025  | 21 maggio 2025  |
| 25 | Bunny Nopes                         | Impariamo lo snowboard                  | 14 febbraio 2025 | 21 maggio 2025  |
| 25 | Kitten in the Castle                | La gattina nel castello                 | 14 febbraio 2025 | 21 maggio 2025  |
| 26 | Ballet Fun                          | Divertirsi ballando                     | 7 marzo 2025     | 21 maggio 2025  |
| 26 | Sitting Ducks                       | Babysitter pasquali                     | 7 marzo 2025     | 21 maggio 2025  |
| 27 | The Golden Mango                    |                                         | 14 marzo 2025    |                 |
| 27 | Minnie and the Mystic Crystal       |                                         | 14 marzo 2025    |                 |
| 28 | Steamboat Funny                     |                                         | 21 marzo 2025    |                 |
| 28 | The Emerald Emperor’s Journey       |                                         | 21 marzo 2025    |                 |
| 29 | Minnie's One-of-a-Kind Picnic       |                                         | 15 aprile 2025   |                 |
| 29 | Daisy's in a Fix                    |                                         | 15 aprile 2025   |                 |
| 30 | Mickey and the Cozy Fleece          |                                         | 25 aprile 2025   |                 |
| 30 | Now You See Zee Doop, Now You Don't |                                         | 25 aprile 2025   |                 |